# 다비드 알바레스 아기레
다비드 알바레스 아기레(David Álvarez Aguirre)는 적도 기니의 축구 미드필더이다. 흔히 킬리(Kily)라는 별명으로 알려져 있다.